# 베니 (뉴질랜드의 가수)
베니(Benee, 2000년 1월 30일 ~ )는 뉴질랜드의 가수이다. 2019 뉴질랜드 뮤직 어워드에서 싱글 "Soaked"로 올해의 싱글상을 수상했으며, 이외로 올해의 신인상, 베스트 솔로 아티스트, 베스트 팝 아티스트 총합 4 부문 상을 수상했다. 싱글 "Supalonely"를 통해 전 세계적으로 이름을 알렸다.

## 음반 목록

### 정규 음반
- Hey U X (2020)

### EP
- Fire on Marzz (2019)
- Stella & Steve (2019)